# 硫酸钕铵
硫酸钕铵是一种无机化合物，化学式为NH4Nd(SO4)2，700℃时受热分解产生Nd2(SO4)3。

## 制备
硫酸钕铵可以从硫酸钕和硫酸铵的稀硫酸溶液中，按化学计量比结晶得到。